# Transporte público en Managua
El transporte público de Managua es el sistema de movilidad colectiva que funciona en la capital de Nicaragua, integrado por autobuses urbanos, taxis y mototaxis. El sistema es operado principalmente por cooperativas privadas bajo concesión municipal y regulado por el Instituto Regulador del Transporte del Municipio de Managua (IRTRAMMA), dependiente de la Alcaldía de Managua.

## Autobuses urbanos
El modo más utilizado es el autobús urbano convencional:
- Más de 35 rutas activas recorren la ciudad
- Operados por cooperativas con flotas propias
- El pasaje cuesta C$2.50 por viaje urbano[1]
- Las unidades suelen tener más de 10 años de antigüedad
- No hay estaciones formales ni horarios fijos

## Taxis y mototaxis
- Hay más de 7,000 taxis registrados en la ciudad
- Se ofrecen servicios en modalidad colectiva y exprés
- También operan mototaxis en zonas periféricas con trayectos cortos
- Las tarifas no están reguladas por taxímetro, se negocian directamente

## Modernización: Sistema BRT
Desde 2023, se implementa el Sistema de Bus de Tránsito Rápido de Managua (BRT), como proyecto de transformación urbana:
- Primer corredor troncal sobre la Pista Juan Pablo II
- Buses articulados y biarticulados con plataformas de acceso nivelado
- Estaciones con pago electrónico anticipado
- Proyecto financiado por el BCIE y el BEI[2]

## Problemas actuales
El sistema enfrenta varios retos:
- Infraestructura inadecuada (falta de paradas, señalización y accesibilidad)
- Congestión vehicular y contaminación
- Informalidad operativa y escaso control tarifario
- Envejecimiento de la flota de buses

## Reformas previstas
- Renovación de flota
- Expansión del BRT hacia Ciudad Sandino y Tipitapa
- Implementación de rutas alimentadoras
- Uso obligatorio de plataformas digitales y pago electrónico